# Nisshō
Nisshō (日昭?  ¿1221?– 1 de mayo de 1323) fue un monje budista japonés y uno de los seis principales discípulos designados por Nichiren. Fue el quinto sacerdote convertido por Nichiren. Nisshō era nativo de la provincia de Shimosa y había comenzado sus estudios del budismo en un templo de escuela del Tendaishū alrededor del año 1235. Más tarde continuó sus estudios de las enseñanzas de la escuela del Tendaishū en el Monte Hiei. Cuando Nisshō escuchó acerca de la nueva doctrina que Nichiren había proclamado, decidió visitarlo en Matsubagayatsu, Kamakura y se convirtió en su discípulo en el undécimo mes de 1253. Se dedicó más que nada a propagar la enseñanza de Nichiren en Kamakura. Después del fallecimiento de Nichiren, Nisshō fundó un templo en la misma Kamakura llamado Hokke-ji en un lugar llamado Hamado.
- Datos: Q952593